# Masque de Xipe Totec

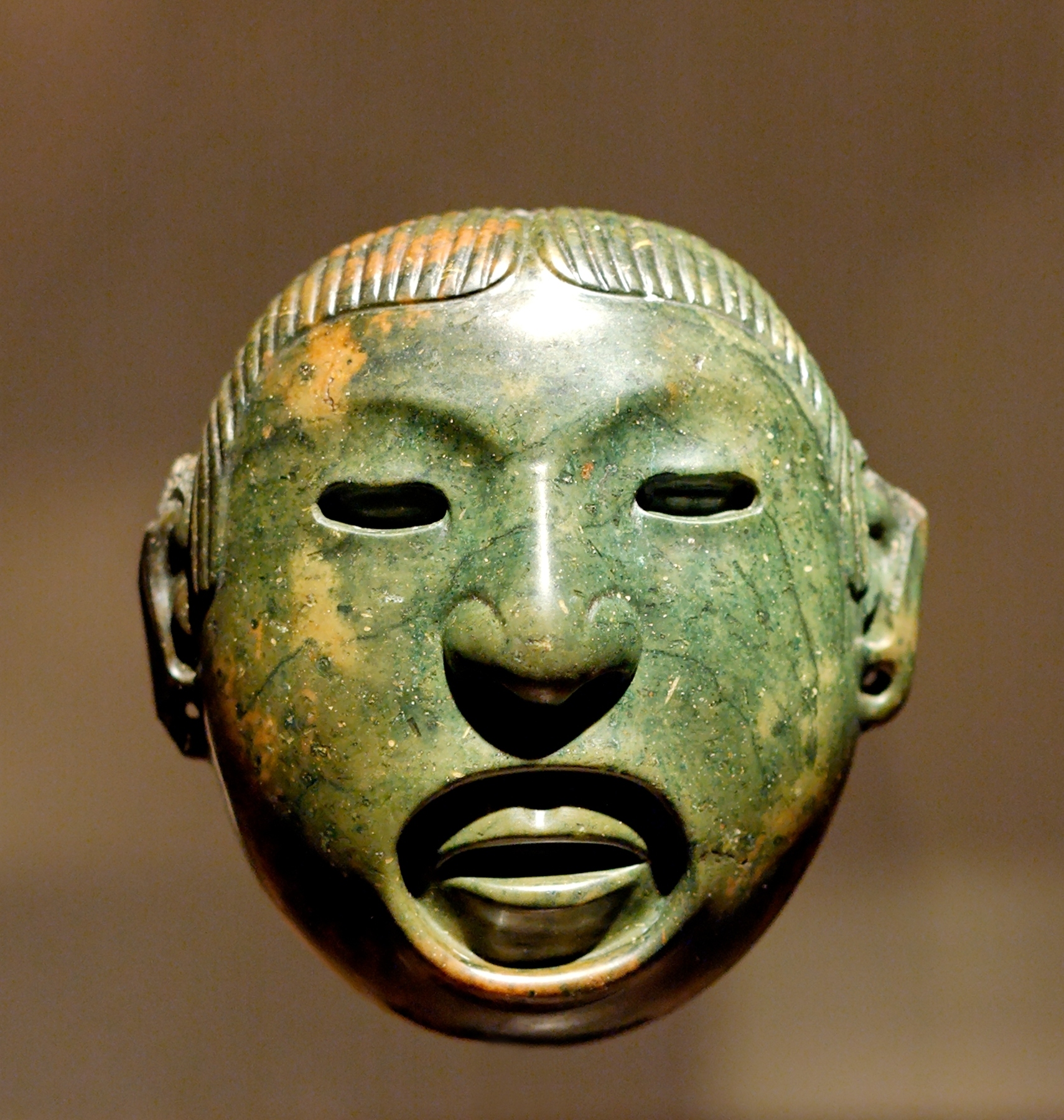
Le masque de Xipe Totec

Le masque de Xipe Totec est un masque pendentif en pierre en forme de visage représentant le dieu aztèque Xipe Totec, divinité de la végétation, puis dieu des orfèvres, exposé au Louvre dans le Pavillon des Sessions. Il a été déterminé qu'il s'agit d'une fausse antiquité précolombienne fabriquée au XIXe siècle.

## Description
La sculpture en pierre est haute de 10,9 centimètres ; sur la partie supérieure de la tête, une perforation permettait de l'utiliser en pendentif. 
Xipe Totec était célébré par le sacrifice d'un prisonnier vivant à qui on arrachait le cœur sur l'autel sacrificiel. Après avoir jeté le corps sur les escaliers, les prêtres découpaient la peau du visage pour faire un masque. Le masque de Xipe Totec reproduit le visage et les yeux mi-clos de la victime.
Il fut acquis tout d'abord par l’antiquaire controversé Eugène Boban qui le revendit à l’ethnologue Alphonse Pinart. Ce dernier en fit don en 1878 au Musée d'ethnographie du Trocadéro qui, devenu Musée de l’Homme, le déposa ensuite au Louvre dans le Pavillon des Sessions où il est exposé encore aujourd’hui.
Selon les informations de Boban, il aurait été découvert dans l'État d'Oaxaca. On a longtemps pensé qu'il datait du XVe siècle et aurait pu servir d’insigne pour un guerrier de haut rang. Néanmoins, en 1986, Esther Pasztory contesta l’authenticité du masque et en retraça le parcours. Au début du XXIe siècle, un examen minutieux de cet objet a révélé qu'il avait été fabriqué au XIXe siècle au moyen d'outils modernes.